# Illampu
Illampu är det fjärde högsta berget i Bolivia. Det ligger i provinsen Larecaja i departementet La Paz i den norra delen av Cordillera Real i Anderna, öster om Titicacasjön och strax norr om det något högre berget Janq'u Uma, nära staden Sorata. Berget når 6 331 meter över havet.
Trots att berget är lägre än Ancohuma, så är Illampu brantare, mer omväxlande och svårare att bestiga. Det har den svåraste normala vägen uppför av 6 000-metersbergen i Bolivia. Den lättaste vägen, den sydvästra kanten som nås via en hög platå på den norra sidan av massivet, har snöiga lutningar på upp till 65 grader. Toppen bestegs den vägen första gången 7 juni 1928 av tyskarna Hans Pfann, Alfred Horeschowsky och Hugo Hörtnagel samt österrikaren Erwin Hein. Andra vägar att bestiga toppen är via den sydvästra och södra sidan, som nås via den västra sidan av massivet.